# Air Moldova
Авиакомпания «Air Moldova» («Эйр Молдо́ва») — бывший национальный перевозчик гражданской авиации Молдовы. Основана в 1993 году и являлась крупнейшей молдавской авиакомпанией. Базировалась в Международном Аэропорту Кишинёва и осуществляла собственные рейсы по 36 европейским направлениям. Была членом IATA и ICAO. Упразднена 23 декабря 2023 года.

## История

### Истоки гражданской авиации Молдовы
Основу предприятия составили лётные подразделения, базировавшиеся в Кишинёвском аэропорту. Поэтому отсчёт деятельности компании можно вести с 19 сентября 1944, когда в Кишинёв прибыло первое звено транспортных По-2 и начал действовать Молдавский отдельный авиаотряд. Кроме пятнадцати По-2, обслуживавших местные линии и сельское хозяйство, в первые годы во флоте имелись ещё два Ли-2, летавших в Москву, города Украины, курорты Чёрного моря и Кавказа.
В 1960 году в Кишинёве был сдан в эксплуатацию новый аэропорт, способный обслуживать газотурбинные самолёты. Флот предприятия, в 1965 получившего статус Управления гражданской авиации, пополнился самолётами Ан-10, Ан-12 и Ан-24. Были проложены регулярные линии во многие города СССР, налажены перевозки выращиваемых в Молдавии фруктов и овощей в крупные промышленные центры страны.
В начале 1970-х на магистральных линиях появились реактивные самолёты. В 1971 — Ту-134, ставшим основным магистральным авиалайнером предприятия. Всего было получено двадцать шесть таких машин. В Кишинёве размещалась всесоюзная испытательная база данного типа самолёта. В 1972 флот пополнился региональными самолётами Як-42. В 1974 — грузовыми Ан-26. Продолжала расширяться сеть маршрутов, росли объёмы перевозок.
В середине 1980-х Управление получило десять авиалайнеров Ту-154. В то время молдавские экипажи летали в 73 города СССР, ежегодно перевозя свыше миллиона пассажиров. В 1990 открылась первая международная линия — Кишинёв — Франкфурт-на-Майне.
В начале 1990-х была произведена реорганизация авиационной отрасли Молдавии. Ранее единая структура была разбита на ряд предприятий, одним из которых стала авиакомпания Air Moldova. Сюда вошли лётные подразделения, обслуживающие магистральные пассажирские линии.

### Деятельность Air Moldova
Авиакомпания Air Moldova была создана президентским указом от 12 января 1993 года. С самого начала своего существования деятельность компании была ориентирована на интеграцию в международный рынок и достижение самых современных стандартов и требований, предъявляемых к авиакомпаниям высокого уровня. В 1999 году компания присоединилась к программе усовершенствования менеджерского состава. В 2003 компания сменила имидж — новый логотип, окраска самолётов. Air Moldova соответствовала высшим международным стандартам обеспечения безопасности, что подтверждалось сертификатом оператора IOSA, полученным в результате прохождения авиакомпанией в декабре 2008 года аудита операционной безопасности.
2 мая 2023 года было приостановлено выполнение всех рейсов из-за финансовых сложностей. Первоначально предполагалось, что полеты возобновятся 30 июня, но затем компания продлила отмену рейсов еще на месяц. Авиакомпания признана банкротом 23 декабря 2023 года.

## Флот
Флот Air Moldova по состоянию на 10 мая 2019 года:
1. ↑  прекратил полёты с 26 января 2021 года
2. ↑  Лайнер куплен у авиакомпании Small Planet Airlines. Перекрашен и передан Air Moldova 10 мая 2019 года.

## Показатели деятельности
- в 2012 году — 506 000 чел.
- в 2013 году — 527 000 чел.
- в 2015 году — 1 млн чел.